# Moure (Vila Verde)
Moure is een plaats (freguesia) in de Portugese gemeente Vila Verde en telt 1 593 inwoners (2001).